# Anzen Chitai
Anzen Chitai (安全地帯, literalmente "área de segurança") é uma banda de J-Pop que obteve sucesso na década de 1980. Está na lista dos 100 artistas mais importantes do Japão,  promovida pela HMV.

## Membros
- Koji Tamaki (玉置浩二, Tamaki Koji) - Vocais, guitarra & percussão (desde 1973)
- Yutaka Takezawa (武沢豊, Takezawa Yutaka) - Guitarra (desde 1973)
- Wataru Yahagi (矢萩渉, Yahagi Wataru) - Guitarra (desde 1977)
- Haruyoshi Rokudo (六土開正, Rokudō Haruyoshi) - Baixo, piano e teclado (desde 1977)

## Ex-integrantes
- Toshiya Takezawa (武沢 俊也, Takezawa Toshiya) - Guitarra, teclado (1973-1981)
- Takahiro Miyashita (宮下 隆宏, Miyashita Takahiro) - Baixo (1973-1978)
- Kazuyoshi Tamaki (玉置 一芳, Tamaki Kazuyoshi) - Bateria (1973-1977)
- Ichiji Ohira (大平 市治, Ōhira Ichiji) - Bateria (1977-1982)
- Yuji Tanaka (田中裕二, Tanaka Yuji) - Bateria (1977-1978, 1982-2022)

## Músicas
- Wine-red no kokoro
- Suki sa
- Aoi hitomi no Erisu
- Kanashimi ni sayonara
- Friend
- Nesshisen
- Hohoemi ni Kampai
- Mayonakasugino koi
- I love you kara hajimeyou
- Jirettai
- Natsu no Owari no Harmony
- Prussian Blue no Shouzou
- Koi no Yokan
- Anata ni
- Kiss Kara
- Y no Tension
- We´re alive